# Distretto di Waeng Yai
Il distretto di Waeng Yai (in thailandese: แวงใหญ่) è un distretto (amphoe) della Thailandia, situato nella provincia di Khon Kaen.